# Niewydolność cieśniowo-szyjkowa
Niewydolność cieśniowo-szyjkowa, niewydolność szyjki macicy (łac. insufficientia cervicalis colli uteri, ang. cervical incompetence) – powikłanie ciąży, polegające na niezdolności szyjki macicy do utrzymania ciąży do przewidywanego terminu porodu. Prowadzi do skracania się szyjki macicy, rozwierania, zgładzania i w efekcie może doprowadzić do poronienia lub porodu przedwczesnego.

## Epidemiologia
Szacuje się, że niewydolność cieśniowo-szyjkowa dotyczy 0,1–1,8% ciąż.

## Etiologia
W etiologii niewydolności cieśniowo-szyjkowej bierze się pod uwagę trzy główne grupy czynników:
- wrodzone
- urazy, np. przebyte zabiegi ginekologiczne na szyjce macicy (najczęściej): operacja kleszczowa, ręczne wydobycie łożyska, sztuczne poronienie, wyłyżeczkowania macicy, rozległe elektrokonizacje, amputacja szyjki macicy
- czynniki hormonalne i biochemiczne (niewydolność czynnościowa)

Zidentyfikowano następujące czynniki ryzyka niewydolności cieśniowo-szyjkowej:
- wystąpienie niewydolności cieśniowo-szyjkowej w poprzedniej ciąży
- Przedwczesne pęknięcie pęcherza płodowego (PROM) w poprzedniej ciąży
- konizacja szyjki w wywiadzie
- wewnątrzmaciczna ekspozycja na dietylstilbestrol
- wady wrodzone macicy

## Rozpoznanie
Kryterium rozpoznania niewydolności cieśniowo-szyjkowej jest stwierdzenie w badaniu we wziernikach zgładzania i skracania się szyjki, wraz z rozwieraniem się kanału szyjki, bez przedwczesnej czynności skurczowej macicy.
W badaniu ultrasonograficznym można ocenić długość kanału szyjki i ujście wewnętrzne, a więc i ryzyko wystąpienia niewydolności cieśniowo-szyjkowej.

## Leczenie
Leczeniem z wyboru jest leczenie operacyjne, polegające na założeniu na szyjkę szwu okrężnego.
Stosuje się kilka różnych technik operacyjnych, aby przeciwdziałać porodowi przedwczesnemu przy niewydolności cieśniowo-szyjkowej macicy:
- szew przezpochwowy McDonalda zakładany w ciąży ok. 12-16 tc.,
- pessar (krążek, pessarium),
- szew Shirodkara
- TVCIC
- TVC
- szew okrężny TAC na cieśn szyjki macicy zakładany laparoskopowo
- szew okrężny TAC (transabdominal cervicoisthmus cerclage) zakładany przed ciążą metodą przezbrzuszną na cieśn szyjki macicy.

Wskazania do założenia szwu okrężnego na szyjkę według American College of Obstetricians and Gynecologists:
- wskazania profilaktyczne:
  - wywiad położniczy sugerujący niewydolność cieśniowo-szyjkową
  - wyniki badania:
    - swobodne przechodzenie przez kanał szyjki rozszerzadła Hegara nr 8, przechodzenie cewnika Foleya wypełnionego 2-3 ml wody
    - zniekształcenie ujścia wewnętrznego szyjki stwierdzone w histerosalpingografii
    - kliniczne wykładniki przebytego urazu szyjki
- wskazania terapeutyczne:
  - przedwczesne rozwieranie i wygładzanie się szyjki macicy bez czynności skurczowej przed 28. tygodniem ciąży
  - ultrasonograficzne wykładniki wpuklania się błon płodowych do ujścia zewnętrznego kanału szyjki

### Powikłania leczenia
- przedwczesne pęknięcie błon płodowych (1–9%)[1]
- zakażenie wewnątrzowodniowe (1–8%)
- uraz szyjki śródporodowy (1–13%)
- spełznięcie szwu (3–13%)
- krwawienie z dróg rodnych (rzadko)
- przetoki pęcherzowo-pochwowe (rzadko)

## Historia
Pierwszy opis niewydolności cieśniowo-szyjkowej przypisuje się Cole’owi, Culpepperowi i Rowlandowi, którzy opisali objawy w 1658 roku na łamach „Practice of Physick”. Termin wprowadził Gream w artykule w „Lancecie” w 1865 roku.